# Shinbashi-dōri (Nakagyō)
 (juillet 2025).
À ne pas confondre avec le Shinbashi-dōri (ja) de l'arrondissement de Higashiyama à Kyoto, dont l'écriture en japonais est différente (新橋通).
 (juillet 2021).
Le Shinbashi-dōri (真橋通, Shinbashi-dōri), littéralement rue de Shinbashi, est une voie du centre-ville de Kyoto. Orientée est-ouest, elle débute au Kiyamachi-dōri (en) et aboutit au Kawaramachi-dōri (en).

## Description

### Situation
La rue est située dans le centre-ville de Kyoto, dans l'arrondissement de Nakagyō. Les véhicules sont interdits, car la voie est très étroite. La rue est peu passante.

### Voies rencontrées
De l'est vers l'ouest, en sens unique. Les voies rencontrées de la droite sont mentionnées par (d), tandis que celles rencontrées de la gauche, par (g).
1. Kiyamachi-dōri (en) (木屋町通)
2. Rivière Takase (高瀬川, Takase-gawa?)
3. Nishikiyamachi-dōri (en) (西木屋町通)
4. Kawaramachi-dōri (en) (河原町通)

## Odonymie
La rue porte le nom du pont de Shinbashi (真橋) sur la rivière Takase, par lequel la rue passe. Les locaux continuent cependant de l'appeler la première allée est de Kawaramachishijō.

## Histoire
La rue a longtemps été sans nom, appelée sous le nom de Kawaramachishijō kudaru Hitosujime higashiiru (河原町四条上ル一筋目東入ル), approximativement première allée est de Kawaramachishijō. En 2012, un décret municipal lui donne son nom actuel.

## Patrimoine et lieux d'intérêt
On retrouve le pont de Shinbashi (真橋), qui permet de traverser la rivière Takase. La rue comprend aussi plusieurs restaurants. Sur le côté droit de la rue se trouve un café historique, le Tsukiji (築地), fondé en 1934. Il porte le nom du Petit théâtre de Tsukiji (ja), à Tokyo. Il y a aussi un restaurant nommé Munich (ミュンヘン), un restaurant de soupe appelé Shirukō (志る幸) et un magasin appelé Yōkoso (ようこそ),.